# 鑓ヶ岳
鑓ヶ岳（やりがたけ）は、飛騨山脈（北アルプス）の後立山連峰にある標高2903mの山。長野県と富山県の県境に位置する。北アルプス南部の槍ヶ岳と区別するために、一般には白馬鑓ヶ岳（しろうまやりがたけ）またはこれを略して白馬鑓（しろうまやり）と呼ばれる。ただし、非公式の読みであるが「はくばやりがたけ」あるいは「はくばやり」と読まれることも多い。

## 概要
白馬岳・杓子岳と併せて「白馬三山」と称される。なお、山頂直下には石灰岩の露頭が見られ、極稀に三葉虫などの化石が産出される。

## 登山ルート
- 白馬岳 - 杓子岳 - 鑓ヶ岳
- 猿倉 - 白馬尻 - 杓子岳 - 鑓ヶ岳
- 猿倉 - 白馬鑓温泉 - 鑓ヶ岳
- 唐松岳 - 不帰嶮 - 天狗ノ頭 - 鑓ヶ岳

## 周辺の山小屋
- 白馬山荘
- 白馬岳頂上宿舎
- 白馬尻荘
- 白馬尻小屋
- 猿倉荘
- 天狗山荘
- 白馬鑓温泉小屋
- 唐松岳頂上山荘
- 八方池山荘

## 近隣の山
- 小蓮華山
- 白馬岳
- 杓子岳
- 天狗ノ頭
- 唐松岳
- 白岳

## 関連画像

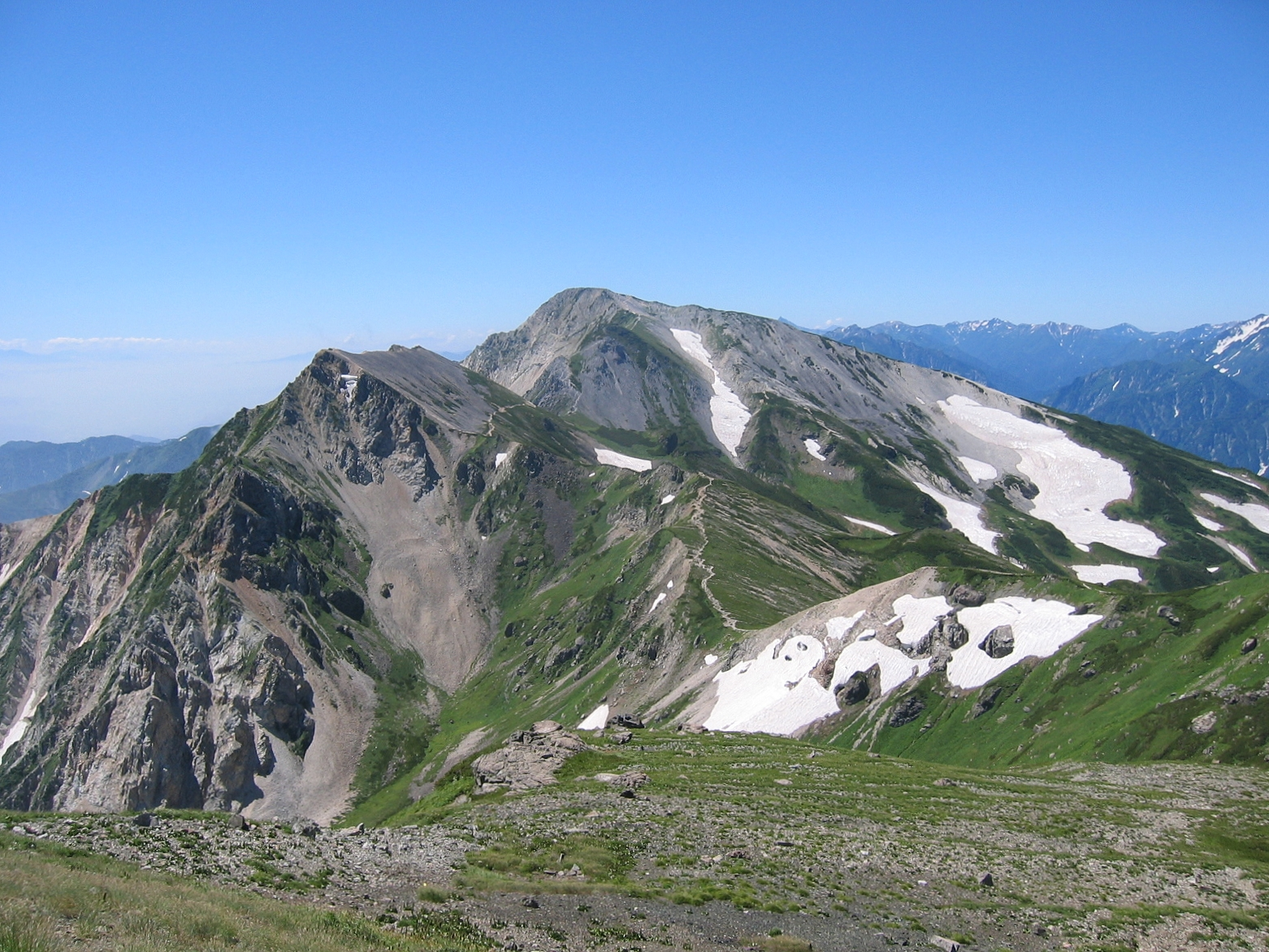
白馬岳から望む杓子岳（左）と鑓ヶ岳（中）
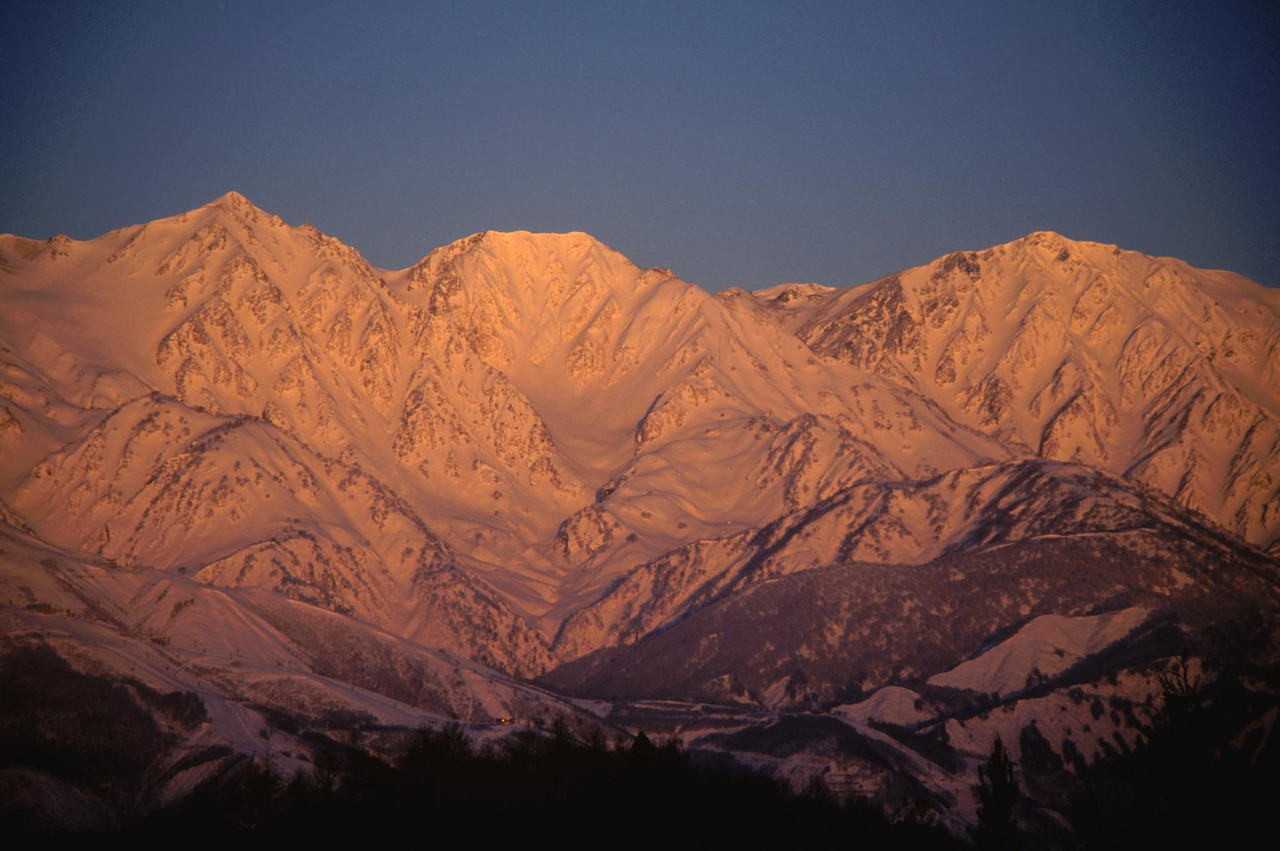
麓の白馬村から望む白馬三山（左から鑓ヶ岳、杓子岳、白馬岳）
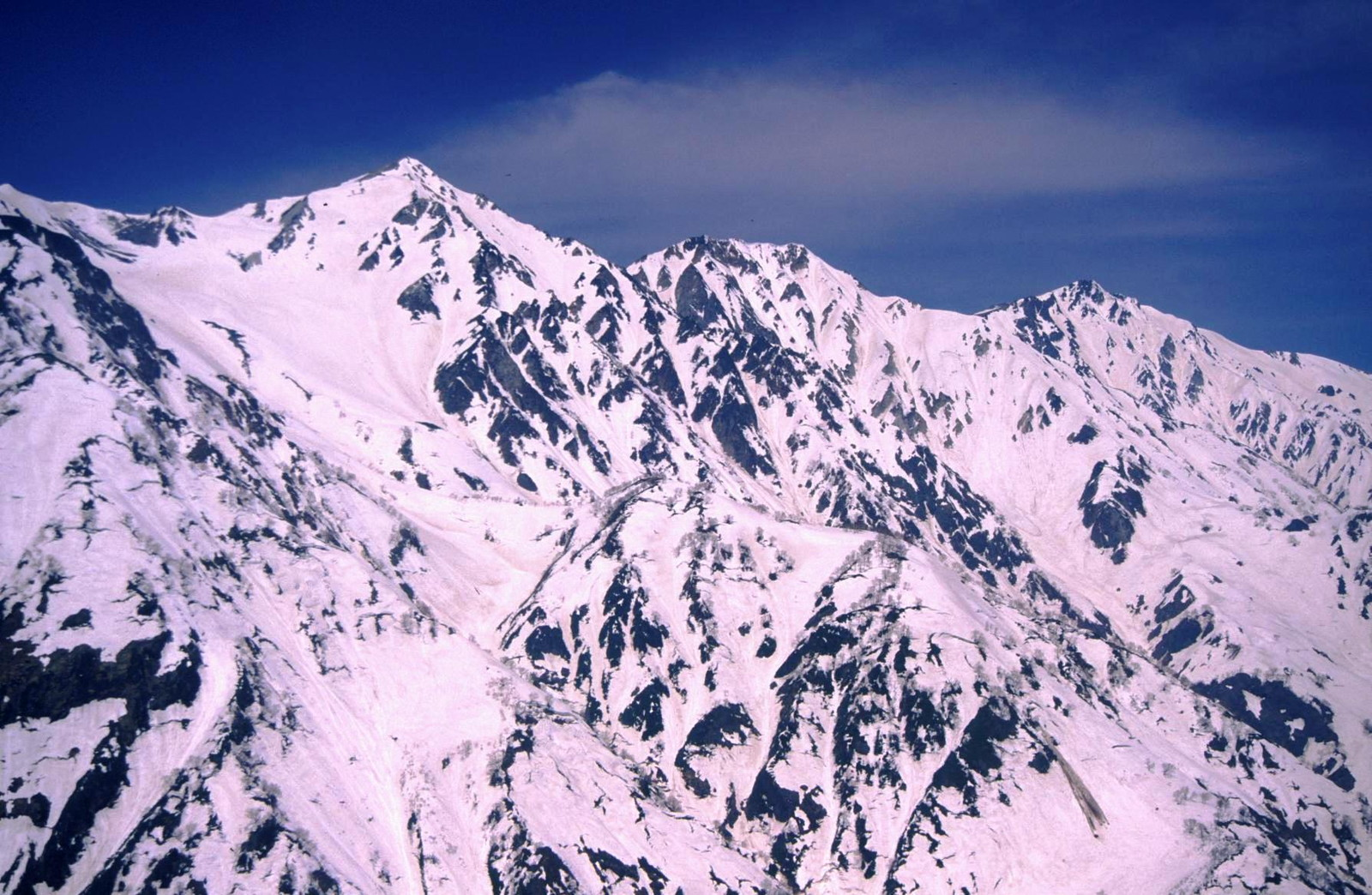
唐松岳の八方尾根から望む白馬三山（左から鑓ヶ岳、杓子岳、白馬岳）